# 石井菊次郎
石井 菊次郎（いしい きくじろう、慶応2年3月10日（1866年4月24日）- 昭和20年（1945年）5月25日?）は、日本の外交官、政治家。第2次大隈内閣で外務大臣を務め、国際連盟設立期には日本代表を務めた。特使としてアメリカで締結した石井・ランシング協定にその名を残す。

## 生涯
石井は外交官としてのキャリアをフランスで開始し、親仏的でドイツに対しては不信感を持っていたと指摘されている。義和団の乱の際には北京公使館におり、包囲下を切り抜けた。1908年に外務次官となり、1912年にはフランス大使となっている。
1915年10月には第2次大隈内閣の外務大臣に就任することとなり、フランスから帰国した。石井は当時地味な外交官であり、あまり知られた存在ではなかったが、その外相就任は前外相でもある加藤高明立憲同志会総理の推薦によるものであった。石井は連合国への接近策を主張し、ロンドン宣言への加入や、第四次日露協約の締結を実現している。1916年の同内閣崩壊までその任にあった。1917年には寺内内閣の特命全権大使としてアメリカに渡り、中国問題に関する日米間の合意、いわゆる石井・ランシング協定を締結している。1920年にはフランス大使に再任され、同時に国際連盟における日本代表を務めた。翌1921年、皇太子裕仁親王の欧州訪問途上でのパリ訪問を迎える
1927年（昭和2年）に外務省を退官し、収拾していた外交メモ類を資料として1930年（昭和5年）に『外交余録』を著した。1936年にはアメリカで出版されている。1929年（昭和4年）には枢密顧問官となっている。
日独伊三国同盟の締結に際しては、アドルフ・ヒトラーとドイツに対する不信感を表明し、枢密院本会議では利害関係の一致から同盟締結に関して賛成するものの「ドイツは最も悪しき同盟国であり、ドイツと絡んだ国はすべて不慮の災難を被っている」と指摘し、運用に関しては十分注意する必要があると述べた。
1945年（昭和20年）1月15日、老年を理由に特旨を以て宮中杖を許される。同年5月25日から26日にかけて、東京山手一帯は東京大空襲に見舞われた。石井夫妻は渋谷青葉町（現在の神宮前5丁目および渋谷1丁目界隈）の自宅付近で行方不明となり、その後の消息は分かっていない。この時に死亡したと推定されている。

## 年譜

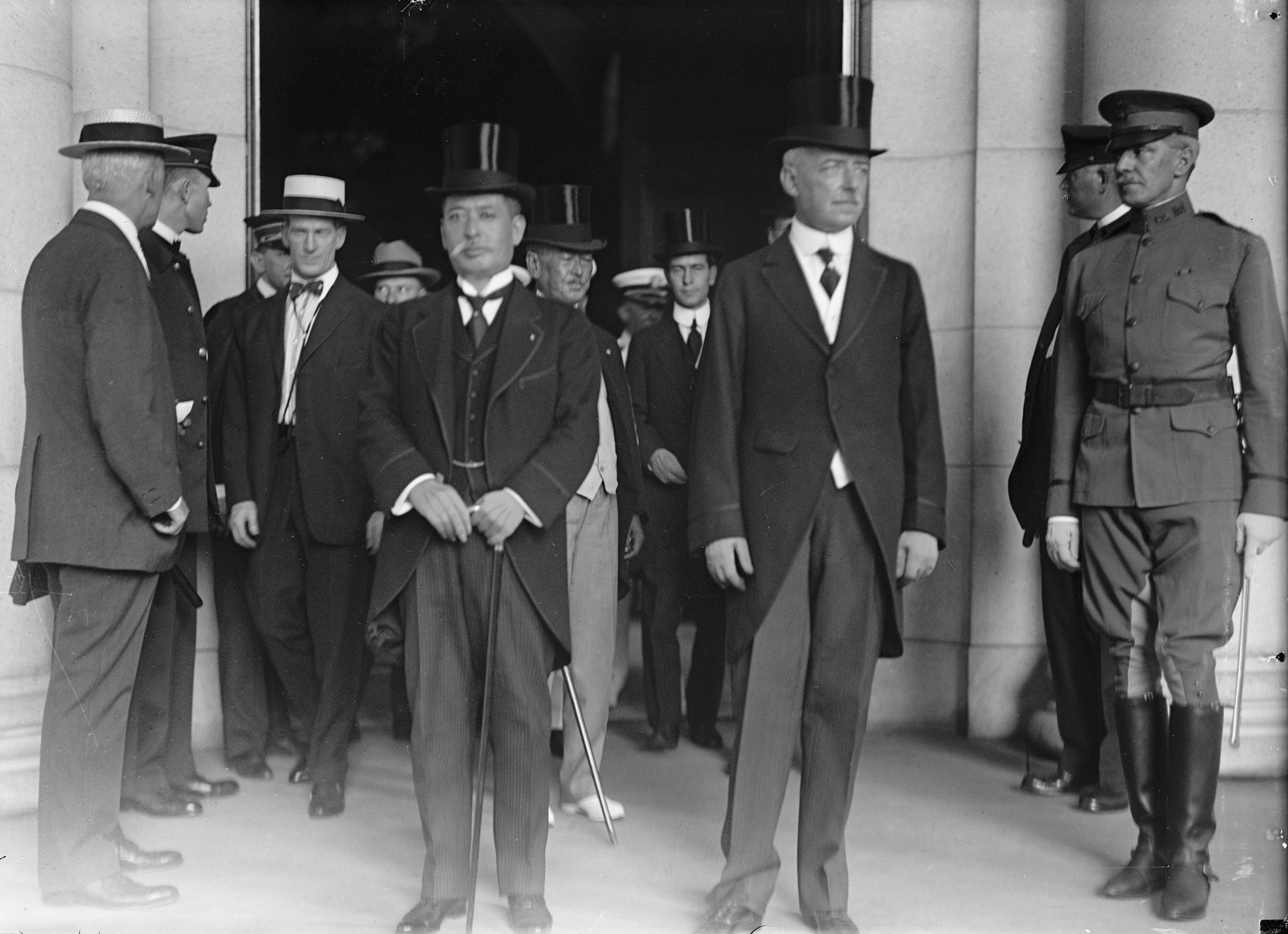
1917年石井・ランシング協定締結時のワシントンにおける石井菊次郎とロバート・ランシングによる記念写真

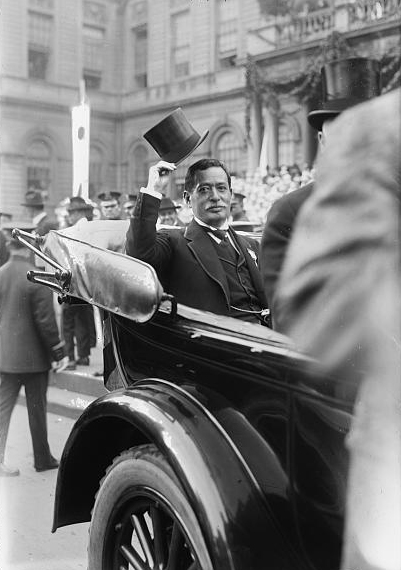
ワシントンで沿道の市民に会釈する石井 (1917)

- 1866年4月24日（慶応2年3月10日）　上総国長柄郡真名村（現在の千葉県茂原市）に生まれる。旧姓は大和久。千葉中学校、大学予備門、東京帝国大学法科大学法律学科卒業。
- 1890年（明治23年）8月、外務省入省。
- 1891年（明治24年） 石井邦猷の養子となる。11月、パリ公使館。
- 1896年（明治29年） 仁川領事。
- 1897年（明治30年） 清国公使館、義和団の乱に遭遇。
- 1900年（明治33年） 電信課長。
- 1902年（明治35年） 電信課長兼人事課長兼取調課長。
- 1904年（明治37年） 通商局長。
- 1908年（明治41年） 外務次官（第1次西園寺内閣、第2次桂内閣）。
- 1911年（明治44年）6月13日、勲一等瑞宝章受章。8月24日、男爵受爵。
- 1912年（大正元年） 駐フランス特命全権大使、第一次世界大戦勃発時の大使として第一報を送った。
- 1915年（大正4年）10月、第2次大隈内閣で外務大臣（次官は幣原喜重郎）、第四次日露協約の締結に尽力。
- 1916年（大正5年） 内閣崩壊のため外務大臣を辞任。子爵陞爵。
  - 1月13日 - ロシア帝国神聖アレキサンドルネウスキー勲章[9]
  - 10月5日 - 貴族院勅選議員に勅任[10]（昭和4年2月19日辞職[11]）。
- 1917年（大正6年）8月、アメリカ合衆国特派大使として渡米、石井・ランシング協定を締結。
- 1918年（大正7年）2月、駐アメリカ合衆国特命全権大使を拝命（翌年離任）。
- 1920年（大正9年） 駐フランス特命全権大使、国際連盟日本代表。
- 1922年（大正11年） ジェノア会議全権委員。
- 1926年（大正15年）9月7日　（駐フランス大使のまま）国際連盟軍縮委員会委員、国際連盟総会副議長に選出[12]。
- 1927年（昭和2年）6月、ジュネーブ海軍軍縮会議全権委員。12月、退官。
- 1929年（昭和4年） 枢密顧問官。
- 1933年（昭和8年）　世界経済会議日本代表。
- 1937年（昭和12年） フランス及びイギリス訪問。
- 1945年（昭和20年）5月25日の東京山手大空襲により、自宅付近で行方不明、死亡認定される。墓所は青山霊園。

## 栄典
位階
- 1891年（明治24年）12月21日 - 従七位[13][14]
- 1893年（明治26年）12月16日 - 正七位[13][15]
- 1896年（明治29年）10月30日 - 従六位[13][16]
- 1898年（明治31年）12月22日 - 正六位[13][17]
- 1901年（明治34年）4月20日 - 従五位[13][18]
- 1905年（明治38年）1月31日 - 正五位[13][19]
- 1908年（明治41年）7月30日 - 従四位[13][20]
- 1912年（明治45年）6月21日 - 正四位[13][21]
- 1915年（大正4年）6月30日 - 従三位[13][22]
- 1916年（大正5年）10月20日 - 正三位[13][23]
- 1924年（大正13年）9月15日 - 従二位[13][24]
- 1932年（昭和7年）12月2日 - 正二位[13][25]
- 1945年（昭和20年）5月26日 - 従一位（没後追叙）[13][26]

爵位
- 1911年（明治44年）8月24日 - 男爵[13][27]
- 1916年（大正5年）7月14日 - 子爵[13][28]

勲章等
| 受章年                    | 略綬 | 勲章名                   | 備考         |
| ------------------------- | ---- | ------------------------ | ------------ |
| 1898年（明治31年）4月6日  |      | 勲六等単光旭日章         |              |
| 1901年（明治34年）8月31日 |      | 勲五等双光旭日章         |              |
| 1902年（明治35年）3月5日  |      | 勲四等旭日小綬章         |              |
| 1902年（明治35年）5月10日 |      | 明治三十三年従軍記章     |              |
| 1906年（明治39年）4月1日  |      | 勲二等旭日重光章         |              |
| 1911年（明治44年）6月13日 |      | 勲一等瑞宝章             |              |
| 1912年（大正元年）8月1日  |      | 韓国併合記念章           |              |
| 1915年（大正4年）11月7日  |      | 大正三四年従軍記章       |              |
| 1915年（大正4年）11月10日 |      | 大礼記念章（大正）       |              |
| 1916年（大正5年）7月14日  |      | 旭日大綬章               |              |
| 1928年（昭和3年）11月10日 |      | 大礼記念章（昭和）       |              |
| 1931年（昭和6年）5月1日   |      | 帝都復興記念章           |              |
| 1934年（昭和9年）4月29日  |      | 金杯一組                 |              |
| 1935年（昭和10年）1月14日 |      | 御紋付銀杯               |              |
| 1940年（昭和15年）4月29日 |      | 銀杯一組                 |              |
| 1940年（昭和15年）8月15日 |      | 紀元二千六百年祝典記念章 |              |
| 1945年（昭和20年）1月15日 |      | 御紋付木杯               |              |
| 1945年（昭和20年）5月26日 |      | 旭日桐花大綬章           | （没後叙勲） |

外国勲章佩用允許
| 受章年                     | 国籍             | 略綬 | 勲章名                                | 備考 |
| -------------------------- | ---------------- | ---- | ------------------------------------- | ---- |
| 1897年（明治30年）6月18日  | フランス共和国   |      | レジオンドヌール勲章シュヴァリエ      |      |
| 1900年（明治33年）10月25日 | スペイン王国     |      | イサベル・ラ・カトリカ勲章コマンド―ル |      |
| 1901年（明治34年）10月18日 | フランス共和国   |      | レジオンドヌール勲章オフィシエ        |      |
| 1902年（明治35年）4月15日  | ロシア帝国       |      | 神聖スタニスラス剣付第二等勲章        |      |
| 1904年（明治37年）1月14日  | 大清帝国         |      | 二等第二双龍宝星                      |      |
| 1904年（明治37年）10月27日 | 大清帝国         |      | 二等第一双龍宝星                      |      |
| 1904年（明治37年）11月21日 | 大韓帝国         |      | 勲二等太極章                          |      |
| 1906年（明治39年）12月19日 | ベルギー王国     |      | レオポールド第三等勲章                |      |
| 1907年（明治40年）7月1日   | フランス共和国   |      | レジオンドヌール勲章コマンドゥール    |      |
| 1908年（明治41年）4月29日  | ロシア帝国       |      | 聖アンナ第一等勲章                    |      |
| 1909年（明治44年）5月9日   | ベルギー王国     |      | レオポルド二世第一等勲章              |      |
| 1912年（大正元年）10月11日 | ロシア帝国       |      | 白鷲勲章                              |      |
| 1913年（大正2年）3月11日   | スウェーデン王国 |      | 北極星第一等勲章                      |      |
| 1913年（大正2年）3月11日   | ノルウェー王国   |      | 聖オーラヴ第一等勲章                  |      |
| 1913年（大正2年）4月26日   | デンマーク王国   |      | ダンネブロ勲章グランクロア            |      |
| 1916年（大正5年）1月13日   | ロシア帝国       |      | 聖アレクサンドル・ネフスキー勲章      |      |
| 1916年（大正5年）1月24日   | フランス共和国   |      | レジオンドヌール勲章グランクロワ      |      |
| 1934年（昭和9年）3月1日    | 満州帝国         |      | 大満洲国建国功労章                    |      |
| 1938年（昭和13年）7月9日   | 満州帝国         |      | 勲一位景雲章                          |      |
| 1941年（昭和16年）12月9日  | 満州帝国         |      | 建国神廟創建記念章                    |      |

## 著書
- 『外交余録』岩波書店、1930年
  - 復刻版：呉PASS出版、2016年。ISBN 978-4908182235。各・復刻選書
  - 復刻版『日本外交史人物叢書 第6巻 外交余録』吉村道男監修、ゆまに書房、2002年
- 『石井菊次郎 述　外交回想断片』五十公野清一 編、金星堂、1939年
  - 復刻版：呉PASS出版、2019年。ISBN 978-4908182648
- 『石井菊次郎 遺稿　外交随想』鹿島平和研究所編、鹿島平和研究所、1967年
  - 復刻版：呉PASS出版、2016年。ISBN 978-4908182242

## 研究・伝記
- 『近代未刊史料叢書 5 近代外交回顧録』広瀬順晧編・解題、ゆまに書房、2000年 -「日英同盟談判中二六新報事件」収録
- 渡邉公太『第一次世界大戦期日本の戦時外交　石井菊次郎とその周辺』現代図書、2018年。ISBN 978-4434254833
- 渡邉公太『石井菊次郎　戦争の時代を駆け抜けた外交官の生涯』吉田書店、2023年。ISBN 978-4910590080

## 親族
日韓会談首席代表を務めた久保田貫一郎、駐ペルー公使山崎馨一、駐チリ公使・スペイン公使矢野真は娘婿。駐イタリア大使を務め戦後A級戦犯となった白鳥敏夫は甥に当たる。